# Nicht verdient
Nicht verdient ist ein Duett der deutschen Schlagersänger Michelle und Matthias Reim. Das Stück ist die zweite Singleauskopplung aus ihrem 14. Studioalbum Tabu sowie die einzige Singleauskopplung aus Reims 17. Studioalbum Meteor.

## Entstehung und Artwork
Geschrieben wurde das Lied gemeinsam von Tim Peters, Werner Petersburg und Alexander Scholz. Die Abmischung, Instrumentalisierung in Form von Keyboards, Produktion sowie die Programmierung des Stücks entstammt der Zusammenarbeit von Thorsten Brötzmann und Roman Lüth. Darüber hinaus waren Brötzmann und Lüth gemeinsam mit Billy King für die Tonaufnahme zuständig. Die Aufnahme erfolgte in den Hamburger Audiplex Tonstudios. Das Mastering erfolgte durch HP Mastering Hamburg, unter der Leitung von Hans-Philipp Graf. Nicht verdient wurde unter den Musiklabels Polydor und Universal Music veröffentlicht, durch Sony/ATV Music Publishing vertrieben sowie durch Mäxchen Edition Uwe Kanthak verlegt.
Ein eigenes Coverbild für die Single wurde nicht veröffentlicht, stattdessen wurde das Coverbild von Michelles dazugehörigem Studioalbum Tabu verwendet. Auf diesem ist Michelles Oberkörper zu sehen. Sie trägt ein dunkles Oberteil ohne Unterwäsche, welches lediglich ihre rechte Brust verdeckt. Ihre linke entblößte Brust verdeckt sie teilweise mit ihrem linken Arm, den sie angewinkelt vor ihre Brust hält. Ihren linken Zeigefinger hält sie vor ihre Lippen, so wie man jemandem lautlos zu verstehen gibt, dass er still sein soll. Das Artwork stammt vom Berliner Künstler Thomas Liebchen, die Fotografie von der ebenfalls in Berlin lebenden Fotografin Anelia Janeva.

## Veröffentlichung und Promotion
Die Erstveröffentlichung von Nicht verdient erfolgte als Einzeldownload am 24. Juni 2018. Am 24. September 2018 erschien ein Promo-Tonträger auf CD. Ursprünglich handelte es sich um eine Auskopplung aus Michelles Studioalbum Tabu. Am Ende des Jahres erschien der Titel auch auf der „Bonus-Hits Version“ von Reims Studioalbum Meteor. Um das Lied zu bewerben, folgten unter anderem gemeinsame Liveauftritt zur Hauptsendezeit in den ARD-Shows Schlagerboom 2018 – Alles funkelt! Alles glitzert! oder auch bei den Schlagerchampions – Großes Fest der Besten 2019.

## Hintergrund
Bei Nicht verdient handelt es sich um die zweite gemeinsame Singleveröffentlichung von Michelle und Matthias Reim. Bereits am 2. Dezember 2002 erschien mit Idiot erstmals ein Duett der beiden als Single. Durch den anhaltenden Anklang wurde Idiot am 6. Mai 2011 erneut veröffentlicht. Die Single schaffte es zunächst in die deutschen Singlecharts, mit der Wiederveröffentlichung gelang ebenfalls ein Charterfolg in Österreich. In Deutschland erreichte Idiot in 16 Chartwochen mit Position 34 seine höchste Notierung. In Österreich konnte die Single in vier Chartwochen bis auf Position 57 klettern. Darüber hinaus ist Reim seit 2002 auch als Autor und Produzent für Michelle tätig. Obwohl er seitdem viele Lieder für Michelle schrieb und die meisten seiner Lieder selbst schreibt, ist er an keinem Duett der beiden an der Produktion beteiligt. Kurz nach der Bekanntgabe, dass die beiden erneut ein Duett aufgenommen haben, stürzten sich die Gazetten auf das ehemalige Liebespaar und spekulierten über eine neue Liebschaft. Dabei handelte es sich jedoch nur um Gerüchte, Reim war zu diesem Zeitpunkt mit der Schlagersängerin Christin Stark und Michelle mit Karsten Walter von Feuerherz zusammen.
Nicht verdient soll die Fortsetzung zu Idiot sein und somit den zweiten Teil darstellen. Das Lied sei geradezu prädestiniert, es mit einem männlichen Gegenstück mit einer markanten Stimme wie der von Reim zu performen. Michelle hätte sich das Duett mit keinem anderem vorstellen können. Genau das mache auch einen Teil dieser „Authentizität“ aus. Alle würden wissen, dass die beiden tatsächlich einmal zusammen gewesen seien.

## Inhalt
Der Liedtext zu Nicht verdient ist in deutscher Sprache verfasst. Die Musik wurde gemeinsam von Tim Peters und Werner Petersburg komponiert, der Text wurde gemeinsam von Peters und Alexander Scholz geschrieben. Musikalisch bewegt sich das Lied im Bereich des Pop-Schlagers. Das Tempo beträgt 125 Schläge pro Minute. Inhaltlich geht es in Nicht verdient um die persönliche Beziehung zwischen Michelle und Reim – und darum, dass beide wieder neue Partner haben.
Das Lied beginnt mit der ersten Strophe, auf die eine Bridge sowie anschließend erstmals der Refrain folgt. Im Anschluss folgt die zweite Strophe, auf die wieder eine Bridge, jedoch mit abgewandeltem Text folgt. Nach der zweiten Bridge folgt zum Abschluss der sich wiederholende Refrain. Alle Bestandteile des Stücks werden abwechselnd oder gemeinsam von beiden Interpreten gesungen, wobei Michelle aus der Sicht einer Frau und Reim aus der Sicht eines Mannes singt. Neben dem Hauptgesang von Michelle und Reim ist im Hintergrund die Stimme der österreichischen Sängerin Petra Bonmassar zu hören.

„Denn er hat dich nicht verdient, dich nicht.

Nein, er hat dich nicht verdient, nimm mich.

Du und ich, das ging so nah, weil es echte Liebe war.
Denn sie hat dich nicht verdient, dich nicht.

Nein, sie hat dich nicht verdient, nimm mich.

Ich schenk dir das große Glück, aber Baby, bitte komm zu mir zurück.“

## Musikvideo
Das Musikvideo zu Nicht verdient wurde auf Mallorca – unter anderem in der Cargo Bar – gedreht und feierte am 17. Oktober 2018 auf der Videoplattform YouTube seine Premiere. Das Video beginnt mit Michelle und Reim, die unabhängig voneinander ihre Partner auf der gleichen Terrasse eines Lokals treffen. Sie beobachten sich immer wieder gegenseitig, bis Reim die Lokalität verlässt. Während Reim daraufhin alleine durch die Straßen Palmas läuft, ist Michelle zusammen mit ihrer Bekanntschaft und dessen Ferrari unterwegs. Plötzlich steigt Michelle aus dem Wagen aus und rennt suchend durch die Gassen Palmas. Nach einiger Zeit trifft sie auf Reim, und beide machen sich zusammen auf den Heimweg. Das Video endet damit, dass beide in ihre jeweiligen Hotelzimmer verschwinden, welche einander gegenüber liegen. Zwischendurch sind die beiden immer wieder zusammen auf einem verlassenen Fabrikgelände das Lied singend zu sehen. Die Gesamtlänge des Videos beträgt 3:24 Minuten. Regie führten Daniel Sluga und Daniel Zlotin. Bis August 2025 zählte das Musikvideo über 86 Millionen Aufrufe bei YouTube.

## Mitwirkende
| Liedproduktion - Petra Bonmassar: Hintergrundgesang - Thorsten Brötzmann: Abmischung, Keyboard, Musikproduzent, Programmierung, Tonmeister - Hans-Philipp Graf: Mastering - Billy King: Tonmeister - Roman Lüth: Abmischung, Keyboard, Musikproduzent, Programmierung, Tonmeister - Michelle: Gesang - Tim Peters: Komponist, Liedtexter - Werner Petersburg: Komponist - Matthias Reim: Gesang - Alexander Scholz: Liedtexter Artwork (Cover) - Thomas Liebchen: Artwork - Anelia Janeva: Fotograf | Musikvideo - Daniel Sluga: Regisseur - Daniel Zlotin: Regisseur Unternehmen - HP Mastering Hamburg: Mastering - LaCosaMia: Filmproduzent (Musikvideo) - Mäxchen Edition Uwe Kanthak: Verlag - Polydor: Musiklabel - Sony/ATV Music Publishing: Vertrieb - Universal Music: Musiklabel |

## Kommerzieller Erfolg

### Chartplatzierungen
Nicht verdient erreichte in Deutschland Rang 94 der Singlecharts und konnte sich eine Woche in den Charts halten. Die Single platzierte sich in der Chartwoche vom 26. Oktober 2018 in den deutschen Singlecharts und war nach Sie sagte doch sie liebt mich von Thomas Anders und Florian Silbereisen (Rang 70) der zweiterfolgreichste Schlager dieser Chartwoche. Des Weiteren erreichte die Single die Chartspitze der deutschen Konservativ Pop Airplaycharts. Damit konnte Nicht verdient den vorherigen Spitzenreiter Nordlichter von Vincent Gross verdrängen. Insgesamt hielt sich die Single vier Wochen an der Spitze dieser Hitliste. In der Schweiz platzierte sich Nicht verdient zwei Wochen in den Charts und erreichte mit Rang 77 seine beste Chartnotierung. Die Single platzierte sich in der Chartwoche vom 28. Oktober 2018 in der Schweizer Hitparade und war ebenfalls der zweiterfolgreichste Schlager dieser Chartwoche. In der Schweiz musste sich Nicht verdient jedoch Regenbogenfarben von Kerstin Ott (Rang 64) geschlagen geben.
Michelle erreichte mit Nicht verdient zum 13. Mal die deutschen Singlecharts sowie erstmals die Schweizer Hitparade. Für Reim ist dies der 24. Charterfolg in den deutschen Singlecharts sowie der fünfte in der Schweiz. In der Schweiz ist es sein erster Erfolg in den Singlecharts seit 25 Jahren, zuletzt gelang ihm 1993 mit Küssen oder so ein Charterfolg dort.
Brötzmann erreichte in seiner Autoren- oder Produzententätigkeit hiermit zum 76. Mal die deutschen Singlecharts, in der Schweiz stellt dies seinen 35. Charterfolg dar. Für Lütz als Produzenten ist Nicht verdient der siebte Charterfolg in den deutschen Singlecharts sowie der sechste in der Schweizer Hitparade. Scholz erreichte hiermit nach Und wir waren wie Vampire (Jürgen Drews) zum zweiten Mal die Singlecharts in Deutschland als Autor. In der Schweiz ist es sein erster Charterfolg. Für die beiden Autoren Peters und Petersburg stellt Nicht verdient jeweils den ersten Charterfolg in Deutschland und der Schweiz dar.
| ChartsChartplatzierungen | Höchstplatzierung | Wochen |
| ------------------------ | ----------------- | ------ |
| Deutschland (GfK)        | 94 (1 Wo.)        | 1      |
| Schweiz (IFPI)           | 77 (2 Wo.)        | 2      |

### Auszeichnungen für Musikverkäufe
Im März 2022 wurde Nicht verdient vom Bundesverband Musikindustrie in Deutschland mit einer Goldenen Schallplatte für über 200.000 verkaufte Einheiten ausgezeichnet. Das Lied zählt damit zu einem der meistverkauften deutschsprachigen Schlager der 2010er-Jahre. Nicht verdient ist nach Idiot das zweite ausgezeichnete Duett von Michelle und Reim in Deutschland. Für Michelle stellt dies die bis dato zweite Singleauszeichnung nach Idiot dar, zugleich ist es ihre meistverkaufte Single in Deutschland. Für Reim ist es bereits die vierte Singleauszeichnung nach Verdammt, ich lieb’ Dich (1990), Ich hab’ geträumt von dir (1990) und Idiot (2002); es ist die erste Single nach 16 Jahren, die ausgezeichnet wurde.
| Land/Region        | Auszeichnungen für Musikverkäufe (Land/Region, Auszeichnung, Verkäufe) | Verkäufe |
| ------------------ | ---------------------------------------------------------------------- | -------- |
| Deutschland (BVMI) | Gold                                                                   | 200.000  |
| Insgesamt          | 1× Gold ·                                                              | 200.000  |